# Château de l'Aune Montgenard
Le château de l'Aune Montgenard ou encore Montgenard-le-Capitaine est un château français situé à Martigné-sur-Mayenne, dans le département de la Mayenne et la région des Pays de la Loire. Il était situé à 3 kilomètres au nord du bourg sur la route de Mayenne. Le Grand et le Petit-Montgenard sont désormais des fermes, mais étaient par le passé une maison seigneuriale.

## Désignation du Grand et le Petit-Montgenard
- J. de Montgenart, v. 1200 (Cartulaire de l'Abbaye de Fontaine-Daniel, p. 117).
- Feodum J. de Montegenardi, 1219 (Cartulaire de l'Abbaye de Fontaine-Daniel, p. 120).
- Habergement, domaine, fié et appartenances de Mongenard, 1477 (Chartrier de la Motte-Husson).
- La maison seigneuriale de Mongenard-le-Gentilhomme, 1671 (Chartrier de la Motte-Husson)

## Historique
Il s'agit d'un fief et domaine mouvant de la Motte-Husson ; en 1624 la maison seigneuriale de Montgenard-le-Capitaine consistait « en un grand corps de logis couvert d'ardoises, contenant chambre et salle par haut, cour, le tout clos d'une ceinture de murailles et de fossés pleins d'eau avec trois pavillons, pont-levis, colombier, un petit bois de haute futaye » ; et le domaine comprenait la Chamorière, la Geraudière, l'Ornerie, la Berrie. 
Le Grand et le Petit-Montgenard étaient aussi fief et domaine mouvant  de la Motte-Husson ; domaine de 75 journaux de terre, 6 hommées de pré, 3 journaux de bois, 2 étangs, 1477 ; maison seigneuriale composée en 1671 « de salle, cuisine, dépense, deux chambres hautes, un pavillon, communs. » Le fief du Petit-Montgenard ou Montgenard-Ribay relevait du Grand-Montgenard.

## Religion
Adèle Garnier était institutrice au château de l'Aulne-Montgenard à Martigné-sur-Mayenne, Adèle Garnier y lit alors un article parlant de projet de construction de la future Basilique du Sacré-Cœur de Montmartre. Elle entend alors de la part de Dieu : « C'est là que Je te veux ! ». Adèle Garnier avait eu des visions intérieures du Christ à partir de 1862. Elle est à l'origine des Bénédictines du Sacré-Cœur de Montmartre.

## Chapelle
Une chapelle de Montgenard est mentionnée en 1516. Elle se desservait à Commer.

## Seigneurs du Grand et le Petit-Montgenard[1]
La famille du Plessis de Montgenard est une famille qui portait des armes presque identiques à celles du Plessis de Jarzé, d'or à la tête de cerf de sable, au croissant d'azur en chef. François du Plessis de Montgenard, faisant ses preuves de noblesse en 1666, déclare que son trisaïeul vivait en 1495.

## Sources et bibliographie
- « Château de l'Aune Montgenard », dans Alphonse-Victor Angot et Ferdinand Gaugain, Dictionnaire historique, topographique et biographique de la Mayenne, Laval, A. Goupil, 1900-1910 [détail des éditions] (BNF 34106789, présentation en ligne)